# Anomalía media

Diagrama donde se ven los ángulos de la anomalía media M, anomalía excéntrica E y anomalía verdadera, la órbita y la circunferencia principal.

La anomalía media es la fracción de un período orbital que ha transcurrido, expresada como ángulo; también es el ángulo que forma con el eje de la elipse  un planeta ficticio que gira con movimiento uniforme sobre una circunferencia cuyo diámetro coincide con el eje principal de la elipse y llamada circunferencia principal. Se designa por M.
Si t0 es el instante de paso del planeta por el perihelio, la anomalía media en un instante t es:
{\displaystyle M=n(t-t_{0})}
donde n es el movimiento medio.

## Ejemplo
En el planeta Marte cuyo año sidéreo = 686,98 días y se quiere calcular la anomalía media 80 días después de que el planeta pase por el perihelio:
El movimiento medio n = 0,524033º/día y: {\displaystyle M=n(t-t_{0})} = 41,9226°. Alternativamente, 360° {\displaystyle {\frac {80}{686,98}}=} 41,9226°.